# Municipio de Dzidzantún
Dzidzantún es uno de los 106 municipios de Yucatán, México cuya cabecera municipal recibe el mismo nombre. Situado en la parte nororiental de la península de Yucatán, en el litoral del golfo de México.

## Toponimia
Escrito o labrado, de Dzidzan; y tun, que significa piedra. El nombre significa lo escrito o labrado sobre piedra.

## Reseña histórica
El sitio en el que hoy se levanta el pueblo de Dzidzantún «Lo que está escrito en piedra», cabecera del municipio del mismo nombre, perteneció en tiempos prehispánicos a la provincia de Ah Kin Chel.
No se tienen datos acerca de su fundación, por parte de los conquistadores; hay un documento que testimonia que en el año de 1549 existía una Encomienda en este sitio a favor del señor Hernán Muñoz Vaquiano.
Desde fines del siglo XIX Dzidzantún pertenecía al partido de Temax, hasta 1918 en que se erige cabecera del municipio del mismo nombre por acuerdo de la Ley Orgánica del Estado de Yucatán.

## Ubicación
Este municipio se localiza en la región denominada litoral norte del Golfo de México. Queda comprendido dentro de los paralelos 21°12′ y 21°23′ latitud norte y los meridianos 88°57′ y 89°4′ longitud oeste; tiene una altitud promedio de 4 m s. n. m.

### Límites municipales
Tiene límites administrativos con los siguientes municipios o accidentes geográficos, según su ubicación:
| Noroeste: Golfo de México | Norte: Golfo de México | Nordeste: Dzilam de Bravo |
| Oeste: Yobaín             |                        | Este: Dzilam González     |
|                           | Sur: Canshacab         | Sureste: Temax            |

Comisarías
San Francisco y Santa Clara.
Extensión
El municipio de Dzidzantún ocupa una superficie de  198 km²

## Orografía
La parte sur está constituida por una llanura de barrera con piso rocoso. La parte norte posee una suave pendiente que al final se convierte en lecho marino.

## Hidrografía
En el territorio municipal no existen corrientes superficiales de agua. Sin embargo, hay corrientes subterráneas que forman depósitos comúnmente conocidos como cenotes. En algunos casos los techos de estos se desploman y forman las aguadas.

## Clima
En la mayor parte del municipio el clima es muy seco y cálido, siendo sólo la parte sudeste de clima cálido subhúmedo. Los vientos dominantes son en dirección sureste y noroeste. Tiene una temperatura media de 26.3 °C y  una precipitación pluvial media anual de 1200 milímetros. Humedad relativa promedio anual: marzo 66%- diciembre 89%.

## Ecosistema
Flora
La flora presenta la vegetación característica de la selva baja caducifolia; las especies principales son la ceiba, el bonete y el flamboyán, entre otras. En el norte predomina el cocotero y el mangle.
Fauna
En la fauna regional son comunes los reptiles: serpientes, iguanas y tortuga terrestre; y algunas aves, como golondrinas, gaviotas y chachalaca.
Características y Uso del Suelo
El suelo es rocoso.

## Grupos étnicos
De acuerdo al XII Censo General de Población y Vivienda 2000 efectuado por el Instituto Nacional de Estadística Geografía e Informática (INEGI) la población de 5 años y más, hablante de lengua indígena en el municipio asciende a 1,064 personas. Su Idioma indígena es el maya.

## Evolución demográfica
De acuerdo al XII Censo General de Población y Vivienda 2000 efectuado por el INEGI, la población total del municipio es de 7,877 habitantes, de los cuales 4,032 son hombres y 3,845 son mujeres. La población total del municipio representa el 0.48% de la población total del estado.

## Educación
Cuenta con:
- 5 escuelas nivel Prescolar
- 5 escuelas nivel Primarias
- 1 escuela nivel Secundaria
- 2 escuelas nivel Bachillerato
- 2 escuelas nivel Superior

## Religión
Al año 2000, de acuerdo al citado censo efectuado por el INEGI, la población de 5 años y más, que es católica asciende a 6149 habitantes, mientras que los no católicos en el mismo rango de edades suman 971 habitantes.

## Vivienda
De acuerdo al XII Censo General de Población y Vivienda efectuado por el INEGI, el municipio cuenta al año 2000 con 1,898 viviendas.

## Vías de comunicación
La red carretera, de acuerdo al Anuario Estadístico del Estado de Yucatán, editado por el INEGI, al año 2000 tiene una longitud de 85.3 km

## Monumentos históricos
Arquitectónicos
Las iglesias de San Antonio de Padua, La Purísima Concepción y San Pedro (siglos XVI y XVII), el palacio municipal (siglo XIX).
Iglesia y exconvento de Santa Clara, en la que encontramos la nave más grande de Latinoamérica.
Arqueológicos
Xalau, Tamba, Bolmay, Petul, Sotpol, Xuyap, Poxil, Xcoom, Palaban, Xmaos y Xcan.

## Fiestas, danzas y tradiciones
Fiestas Populares
Enero, festividades en honor de Santa Clara.
Del 10 al 13 de junio se celebran las fiestas en honor a San Antonio de Padua, patrono del pueblo.
Del 8 al 14 de agosto festividades en honor de Santa Clara, patrona del pueblo (11 de agosto).
Tradiciones y costumbres
Para las festividades de todos los Santos y fieles difuntos se acostumbra colocar un altar en el lugar principal de la casa, donde se ofrece a los difuntos la comida que más les gustaba y el tradicional Mucbil pollo, acompañado de atole de maíz nuevo, y chocolate batido con agua. En las fiestas regionales los habitantes bailan las jaranas, haciendo competencias entre los participantes.
Traje típico
Por costumbre las mujeres usan sencillo Huipil, con bordados que resaltan el corte cuadrado del cuello y el borde del vestido; este se coloca sobre el Fustán, que es un medio fondo rizado sujeto a la cintura con pretina de la misma tela; calzan sandalias, y para protegerse del sol se cubren con un rebozo. Los campesinos, sobre todo los ancianos, visten pantalón holgado de manta cruda, camiseta abotonada al frente, mandil de cotí y sombrero de paja.
Para las vaquerías y fiestas principales las mujeres se engalanan con el Terno, confeccionado con finas telas, encajes y bordados hechos generalmente a mano en punto de cruz. Este se complementa con largas cadenas de oro, aretes, rosario de coral o filigrana y rebozo de Santa María.
Los hombres visten pantalón blanco de corte recto, filipina de fina tela (los ricos llevan en esta prenda botonadura de oro), alpargatas y sombreros de jipijapa, sin faltar el tradicional pañuelo rojo llamado popularmente paliacate, indispensable al bailar la Jarana

## Gastronomía
Alimentos
Se preparan con masa de maíz carne de puerco, pollo y venado acompañados con salsas picantes a base de chiles habanero y max. Los principales son: Fríjol con puerco, Chaya con huevo, Puchero de gallina, Queso relleno, Salbutes, Panuchos, Pipian de Venado, Papadzules, Longaniza, Cochinita Pibil, Joroches, Mucbil pollos, Pimes y Tamales.
Dulces
Yuca con miel, Calabaza melada, Camote con coco, Cocoyol en almíbar, Mazapán de pepita de calabaza, Melcocha, Arepas, Tejocotes en almíbar y Dulce de ciricote.
Bebidas
Xtabentun, Balché, Bebida de anís, Pozole con coco, Horchata, Atole de maíz nuevo y Refrescos de frutas de la región y Palo Viejo.